# Campionato sudafricano di Formula 1
Il campionato sudafricano di Formula 1 (South African Formula One Championship), fu un campionato motoristico utilizzante vetture di Formula 1 che si disputò in Sudafrica e Rhodesia tra il 1960 e il 1975.
Le vetture utilizzate erano per lo più vecchie vetture di F1 oppure vetture costruite, o modificate, da produttori locali. I piloti erano anch'essi locali, anche se qualche volta in tali gare si cimentavano anche i piloti del campionato mondiale di F1. Spesso questi piloti, e vetture, partecipavano al Gran Premio del Sud Africa valido per il mondiale, mentre più raramente prendevano parte alle gare svolte al di fuori del Sud Africa, poiché a causa dell'apartheid molti paesi applicavano restrizioni all'ingresso ai cittadini sudafricani.

## Albo d'oro
| Stagione | Pilota            | Vettura                              | Vittorie | Podi | Punti | Margine (punti) |
| -------- | ----------------- | ------------------------------------ | -------- | ---- | ----- | --------------- |
| 1960     | Syd van der Vyver | Cooper-Alfa Romeo                    |          |      |       |                 |
| 1961     | Syd van der Vyver | Lotus 18-Alfa Romeo                  | 3        |      |       |                 |
| 1962     | Ernest Pieterse   | Heron-Alfa Romeo Lotus 20-Climax     | 4        |      |       |                 |
| 1963     | Neville Lederle   | Lotus 20-Climax                      | 6        |      |       |                 |
| 1964     | John Love         | Cooper T55-Climax                    | 6        |      |       |                 |
| 1965     | John Love         | Cooper T55-Climax                    | 13       |      |       |                 |
| 1966     | John Love         | Cooper T79-Climax                    | 7        | 8    | 69    | 13              |
| 1967     | John Love         | Cooper T79-Climax Brabham BT20-Repco | 8        | 10   | 82    | 30              |
| 1968     | John Love         | Brabham BT20-Repco Lotus 49-Cosworth | 6        | 6    | 54    | 14              |
| 1969     | John Love         | Lotus 49-Cosworth                    | 4        | 5    | 43    | 1               |
| 1970     | Dave Charlton     | Lotus 49-Cosworth                    | 7        | 8    | 69    | 32              |
| 1971     | Dave Charlton     | Lotus 49-Cosworth Lotus 72-Cosworth  | 7        | 8    | 72    | 24              |
| 1972     | Dave Charlton     | Lotus 72-Cosworth                    | 9        | 9    | 81    | 39              |
| 1973     | Dave Charlton     | Lotus 72-Cosworth                    | 10       | 10   | 93    | 40              |
| 1974     | Dave Charlton     | McLaren M23-Cosworth                 | 6        | 10   | 76    | 11              |
| 1975     | Ian Scheckter     | Tyrrell 007-Cosworth                 | 3        | 5    | 57    | 10              |